# Kropywnia (rejon korosteński)
Kropywnia (ukr. Кропивня) – wieś na Ukrainie, w obwodzie żytomierskim, w rejonie korosteńskim. W 2001 roku liczyła 204 mieszkańców.